# برايان ماكنزي (لاعب كرة قدم أسترالية)
برايان ماكنزي (بالإنجليزية: Brian McKenzie)‏ هو لاعب كرة قدم أسترالية أسترالي، ولد في 3 مارس 1947.

## وصلات خارجية
- برايان ماكنزي على موقع AustralianFootball.com (الإنجليزية)
- برايان ماكنزي على موقع AFLtables.com (الإنجليزية)